# Bogdan Tanjević
Bogdan Tanjević (in serbo Богдан Тањевић?; Pljevlja, 13 febbraio 1947) è un ex allenatore di pallacanestro montenegrino, jugoslavo fino al 2003 e serbo-montenegrino fino al 2006. A partire dal 1999 è anche cittadino italiano.
Cestista a Belgrado fino a 24 anni, decise di smettere con l'agonismo per intraprendere la carriera tecnica nel 1971; è l'unico allenatore ad aver raggiunto cinque finali di Coppa Korać con quattro squadre diverse, perdendole tutte, ma famoso soprattutto per i cestisti da lui lanciati in prima squadra, soprattutto giovanissimi, tra i quali Dejan Bodiroga, Ferdinando Gentile e Mirza Delibašić, vincitore dell'Eurolega.
Nel febbraio del 2016 viene inserito dalla Federazione Italiana Pallacanestro nella Italia Basket Hall of Fame, mentre nel 2019 viene inserito nella FIBA Hall of Fame.

## Carriera

### Club
In Coppa Korać, nel 1978 la sua squadra, il K.K. Bosna, perse contro il Partizan Belgrado ai tempi supplementari, ma si rifà nel 1979, quando sempre al comando del KK Bosna, riesce a vincere l'Eurolega. Nel 1986 raggiunse nuovamente la finale con la Juventus Caserta, per perdere contro la Virtus Roma in una doppia sfida di andata e ritorno. Negli anni novanta raggiunse la finale per altre tre volte, questa volta consecutive: con la Pallacanestro Trieste nel 1994 (persa contro il PAOK Salonicco) e due volte con l'Olimpia Milano (nel 1995 contro l'Alba Berlino e nel 1996 contro l'Efes Pilsen S.K.), con la quale però, sempre nel 1996, riesce a conquistare lo scudetto. Emigra in Francia, ma ci resta un solo anno e nel 1997 rientra in Italia sostituendo Ettore Messina, fresco di argento europeo, sulla panchina della Nazionale italiana. Con lui alla guida, l'Italia non solo vince il secondo titolo europeo della sua storia, quello del 1999, ma torna a disputare una Olimpiade (per la precisione quella del 2000), dopo un digiuno durato 16 anni.
Lascia la Nazionale nel 2001, all'indomani del deludente campionato europeo in Turchia. Dapprima si reca in Serbia, poi di nuovo in Francia, al Villeurbanne. Rientra in Italia nel 2002 alla Virtus Bologna, ma l'annata è storta e finisce con un esonero.
Nel 2004 ritorna prepotentemente in pista quando la federazione turca lo chiama per la panchina della nazionale, della quale diventa commissario tecnico con l'obiettivo di portare avanti un progetto a lungo termine. Dal 2007 al 2010 Tanjević si divide fra la panchina della nazionale turca, condotta ad uno splendido argento nell'edizione casalinga del campionato mondiale 2010, e quella del Fenerbahçe Ülker, con cui in tre anni conquista due campionati nazionali ed una Coppa di Turchia.
Nel 2010 gli viene diagnosticato un tumore. Dalla stagione 2010/11 lascia la panchina della nazionale turca e quella del Fenerbahçe per ricoprire il ruolo di direttore tecnico della Virtus Roma.

### Nazionale
È attualmente l'unico allenatore italiano ad aver allenato 4 nazionali diverse:
- Jugoslavia, guidata in occasione del campionato europeo del 1981.
- Italia, della quale è stato l'allenatore nel periodo 1997-2001, e che sotto la sua guida ha vinto il campionato europeo del 1999. Alla guida del team italiano ha inoltre disputato il campionato mondiale del 1998, le Olimpiadi del 2000 e il campionato europeo del 2001.
- Turchia, della quale è stato commissario tecnico dal 2004 al 2010, che ha guidato ai campionati europei del 2005 e del 2007 e con la quale ha disputato i campionati mondiali del 2006 e del 2010.[3]
- Montenegro, dal 2015 al 2017.

## Palmarès

### Titoli nazionali
- YUBA liga: 2

Bosna: 1977-78, 1979-80
- Coppa di Jugoslavia: 1

Bosna: 1978
- YUBA liga: 1

Budućnost: 2000-01
- Coppa di Jugoslavia: 1

Budućnost: 2001
- Campionato francese: 1

ASVEL Lyon-Villeurbanne: 2001-02
- Campionato turco: 2

Fenerbahçe Ülker: 2007-08, 2009-10
- Coppa di Turchia: 1

Fenerbahçe Ülker: 2009-2010
- Campionato italiano: 1

Olimpia Milano: 1995-96
- Coppa Italia: 1

Olimpia Milano: 1996

### Titoli internazionali
- Coppa dei Campioni: 1

Bosna: 1978-79

### Nazionale

#### Jugoslavia
- Argento FIBA EuroBasket

Cecoslovacchia 1981
- Oro FIBA Europe Under-18

Francia 1974

#### Italia
- Oro FIBA EuroBasket

Francia 1999

#### Turchia
- Argento FIBA World Championships

Turchia 2010
- Bronzo Giochi del Mediterraneo

Giochi del Mediterraneo 2009
- Oro Giochi del Mediterraneo

Giochi del Mediterraneo 2013
- Argento Stanković Cup

2009

#### Montenegro
- Oro Giochi dei piccoli stati d'Europa 2015

## Palmarès
- Introdotto nella FIBA Hall of Fame: 2019
- Introdotto nella Italia Basket Hall of Fame: 2016
- Milliyet Sports Awards: Manager Of The Year 2006[4], 2010[5]
- “Premio Nazionale NICO MESSINA”: 2018[6]